# Adelius
Adelius es un género de himenópteros apócritos de la familia Braconidae. Son parasitoides de orugas minadoras de hojas, especialmente de la familia  Nepticulidae.
Miden entre 1.5-2.0 mm. Se los encuentra desde Canadá a México.
Contiene las siguientes especies:

## Especies
- A. amplus (Belokobylskij, 1998)
- A. angustus (Papp, 1997)
- A. aridus (Tobias, 1967)
- A. australiensis (Ashmead, 1900)
- A. cadmium (Papp, 2003)
- A. clandestinus (Foerster, 1851)
- A. coloradensis (Muesebeck, 1922)
- A. determinatus (Foerster, 1851)
- A. dubius (Foerster, 1851)
- A. erythronotus (Foerster, 1851)
- A. fasciipennis (Rohwer, 1914)
- A. ferulae (Tobias, 1964)
- A. germanus (Haliday, 1834)
- A. gussakovskii (Shestakov, 1932)
- A. hyalinipennis (Foerster, 1851)
- A. magna (Tobias, 1967)
- A. nigripectus (Muesebeck, 1922)
- A. parvulus (Foerster, 1851)
- A. pyrrhia (Beirne, 1945)
- A. rudnikovi (Perepechayenko, 1994)
- A. stenoculus (de Saeger, 1944)
- A. subfasciatus (Haliday, 1833)
- A. viator (Foerster, 1851)